# TRD-Reisen
Die TRD-Reisen Fischer GmbH & Co. KG ist ein 1960 gegründetes Busunternehmen mit Sitz in Dortmund. TRD-Reisen Fischer ist im städtischen Buslinienverkehr sowie im Bus-Charterverkehr aktiv. Die Busflotte umfasst mittlerweile über 75 Reise- und Linienbusse. Das Unternehmen beschäftigt derzeit rund 190 Mitarbeiter.

## Unternehmensgeschichte
1960 wurde die TRD Reisen Fritz Fischer GmbH und Co. KG durch den Dortmunder Busfahrer Fritz Fischer gegründet. Gemeinsam mit seiner Frau Christel Fischer-Albrecht eröffnete er ein Reisebüro an der Kleppingstraße in Dortmund, der erste Betriebshof entstand an der Semerteichstraße. Damals wie heute bietet das Unternehmen nicht nur Busreisen an, sondern ist auch im Linienverkehr aktiv. Waren es am Anfang noch Pendelverkehre für Zechen und Fabriken, mit denen die Arbeiter zu ihren Arbeitsplätzen chauffiert wurden, so sind es heute DSW21 und Verkehrsgesellschaft Kreis Unna GmbH (VKU), in deren Auftrag TRD unterwegs ist. 1969 bezog das Unternehmen einen neuen Betriebshof in der Güntherstraße. Fünf Jahre später begannen die Bauarbeiten am dritten Betriebshof im Spähenfelde, der seit 1975 Unternehmensstandort ist.
Als erstes Busunternehmen bot TRD schon 1969 Reisen nach Jugoslawien an. Ebenfalls in den 60er-Jahren startete TRD eine Zusammenarbeit mit der co op AG. Nach anfänglichen Kaffeefahrten zur co op-Unternehmenszentrale entstand die Idee, Reisen in den einzelnen co op-Filialen zu verkaufen, bis co op schließlich eigene Reisebüros eröffnete. 1990 übernahm TRD diese 14 Ferienwelt-Reisebüros und legte sie mit den eigenen TRD-Reisebüros zusammen.

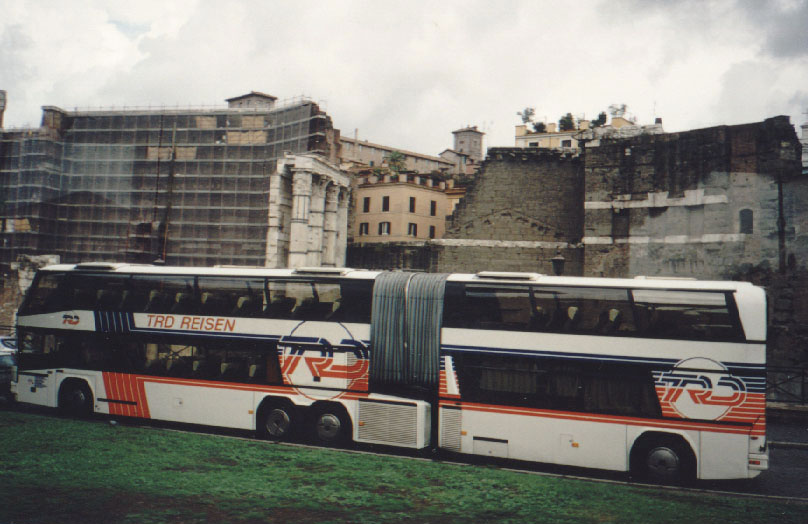
Jumbocruiser von TRD

1976 erwarb TRD einen Jumbocruiser, den bis heute größten Omnibus der Welt. Mit einer Länge von 18 Meter und einer Höhe von 4 Meter nutzte das Fahrzeug bei einer Breite von 2,50 Meter die damals zulässigen Höchstmaße aus und bot insgesamt 90 Personen Platz. Gebaut wurde der Bus zwischen 1975 und 1992 vom deutschen Omnibushersteller Neoplan und wurde von TRD im Reiseverkehr nach Spanien und Kroatien sowie für Tagesfahrten nach Paris eingesetzt. Bis 2002 setzte TRD insgesamt drei Jumbocruiser ein.
1982 eröffnete Fritz Fischer im bayrischen Piding nach 15-monatiger Bauzeit das Berg- und Sporthotel Neubichler Alm. In den ersten Jahren diente das Hotel als Ort für Zwischenübernachtungen Richtung Jugoslawien und ist heute ein Familienparadies.
Nach dem Fall der Mauer im Jahr 1990 gründete TRD ein Schwesterunternehmen in Dresden. Die ersten Reisen von Dresden führten nach Dortmund, Nürnberg und München. Später folgten Reisen ins Ausland, nach Paris, Spanien oder Italien und bis nach Griechenland.
Seit August 2010 setzt TRD im Linienverkehr für die Dortmunder Stadtwerke einen Hybridbus ein. Der Volvo 7700 Hybrid verfügt über einen Parallelhybridantrieb, der einen Diesel-Motor mit einem Elektromotor kombiniert. Dabei wird die beim Bremsen anfallende Verzögerungsenergie zum Laden der Batterien genutzt, die dann beim Anfahren und Beschleunigen den Elektromotor antreibt. 2011 folgte ein zweites baugleiches Fahrzeug.
Ein Joint Venture wurde unter dem Dach der FRABUS GmbH mit dem Reisedienst Erich Sack gegründet. Beide Firmen waren zu je 50 % an diesem Unternehmen beteiligt. Seit dem 1. September 2010 fährt TRD Personalfahrten am Frankfurter Flughafen. Eingesetzt werden insgesamt 15 Busse. Der Auftrag der Fraport AG hat eine Laufzeit von drei Jahren und ein Volumen von 10 Mio. Euro.
Seit August 2013 ist TRD-Reisen nicht mehr an der FRABUS GmbH beteiligt und sie ist nun alleiniges Tochterunternehmen der Reisedienst Sack GmbH.
Seit 2000 führt Tochter Anja Fischer die Geschäfte des Unternehmens. Ihr Bruder Kai-Friedrich ist Gesellschafter. Zur Jahresmitte 2010 wurde das Unternehmen in TRD-Reisen Fischer GmbH & Co KG umbenannt. 2016 wurde Victoria Fischer zur Geschäftsführerin ernannt.

## Geschäftsbereiche

### Busreisen
TRD veranstaltete jedes Jahr rund 500 Reisen und bietet als eines der letzten Busunternehmen Ferienzielverkehr an. In den Sommermonaten pendeln Busse regelmäßig im Wochentakt nach Spanien sowie nach Bayern und an den Gardasee, im Winter in Skiregionen in Bayern und Österreich. Insgesamt setzt TRD elf Fernreisebusse ein, davon drei VIP-de-Luxe-Busse. Durch die zunehmenden Billigfluggesellschaften sank das Interesse an Busreisen. Aus diesem Grunde trennte sich das Familienunternehmen im Jahre 2013 von diesem Geschäftsbereich. Die Sparte wurde an Herrmann Meyering verkauft.

### Linienbusbetrieb
Seit 1969 setzt TRD Linienbusse im Auftrag der Stadt Dortmund – heute DSW21 – ein. Zurzeit werden 36Linienbusse eingesetzt.
Seit 2022 verkehrt TRD in Form einer Bietergemeinschaft/Fremdunternehmergruppe aus Zeretzke Reisen, Baumeier Omnibusbetrieb GmbH (BoB) und Quecke Reisen für die DSW21 mit einem Volumen von ca. 80 Bussen insgesamt.
Seit 2007 fährt TRD mit 15 Bussen im Auftrag der VKU im Schülerspezialverkehr. Seit dem 23. Januar 2023 ist TRD auch als Subunternehmer für die Märkische Verkehrsgesellschaft (MVG) unterwegs mit 2 Bussen. Die Schwestergesellschaft TRD Reisen Dresden ist mit 25 Bussen als Subunternehmer für die VGM und die RBO in und um Dresden im Regionalverkehr tätig.

### Charter/ Sondergruppen
Für Reisegruppen aller Größen stellt TRD Busse zur Verfügung und organisiert auf Wunsch das komplette Reiseprogramm. Am Standort Dortmund kann ein Oldtimerbus aus dem Jahr 1965 mit 28 Sitzplätzen und einem Panoramadach für Sonderfahrten angemietet werden. Auch am Standort Dresden steht ein Oldtimerbus aus den 1960er Jahren mit 32 Sitzplätzen. Ebenso können in Dortmund rollstuhlgerechte Kleinbusse gechartert werden.

### Reisebüro
TRD-Reisen unterhielt mit der TRD-Reisewelt im Dortmunder Stadtteil Aplerbeck ein eigenes Reisebüro. Auch dies ist mit dem Verkauf der Touristik-Branche geschlossen worden.

### Immobilien
TRD vermietet rund 10.000 m² Gewerbefläche am Dortmunder Standort Im Spähenfelde 51, sowie auf dem Dresdner Standort Marsdorf.